# 五蓋
蓋，佛教術語，是煩惱的異名之一。主要分為五個種類，即五蓋，即一貪欲，二瞋恚，三睡眠，四掉悔，五懷疑共五者，又被稱為五障、和五退法。

## 字義
與障（āvaraṇa）是同義語，意為遮蓋，阻礙。
因為能夠使心裡煩惱，障礙智慧，讓禪定無法發起，無法得到解脫涅槃，因此得名。

## 概論
蓋是指阻礙禪那的升起，不能進行四念處與七覺支的各種妨礙。通常分為五類，即貪欲，瞋恚，睡眠，掉悔，疑五者。修行四念處、七覺支，可以除滅五蓋。
所謂五蓋，即是指：
1. 貪欲，追求（Chanda）欲樂（kāma）的心態，執著五欲的境界，因而遮蓋心性。
2. 瞋恚，於違逆的境界而忿怒，因而遮蓋心性。
3. 惛沈-睡眠（styāna-middha），心志昏暗、色身沉重，不堪正常的使用，因而遮蓋心性。
4. 掉舉-惡作（auddhatya-kaukrtya），「掉」意謂心念躁動；「悔」意謂於所作的事而心生憂惱，因而遮蓋心性。
5. 懷疑，因為疑，於所習之法猶豫而不能決斷，因而遮蓋心性。

## 五禪支
五蓋的出現，意味著心缺少喜、樂、定、尋與伺。這五個善心所是初禪的五支（五禪支）。
佛教鼓勵以五種修行方法來對治五蓋:
1. 不淨觀對治貪欲。
2. 慈心觀對治瞋恚。
3. 精進觀對治睡眠。
4. 數息觀對治掉悔。
5. 信心對治疑。

## 相关概念
- 伞盖：梵语chattra，巴利语chatta，义爲伞，可翻译为“伞盖”，如将伞与幡结合起来，称为“幡盖”、“天盖”。[5]